# Гонсало Родригес Хирон

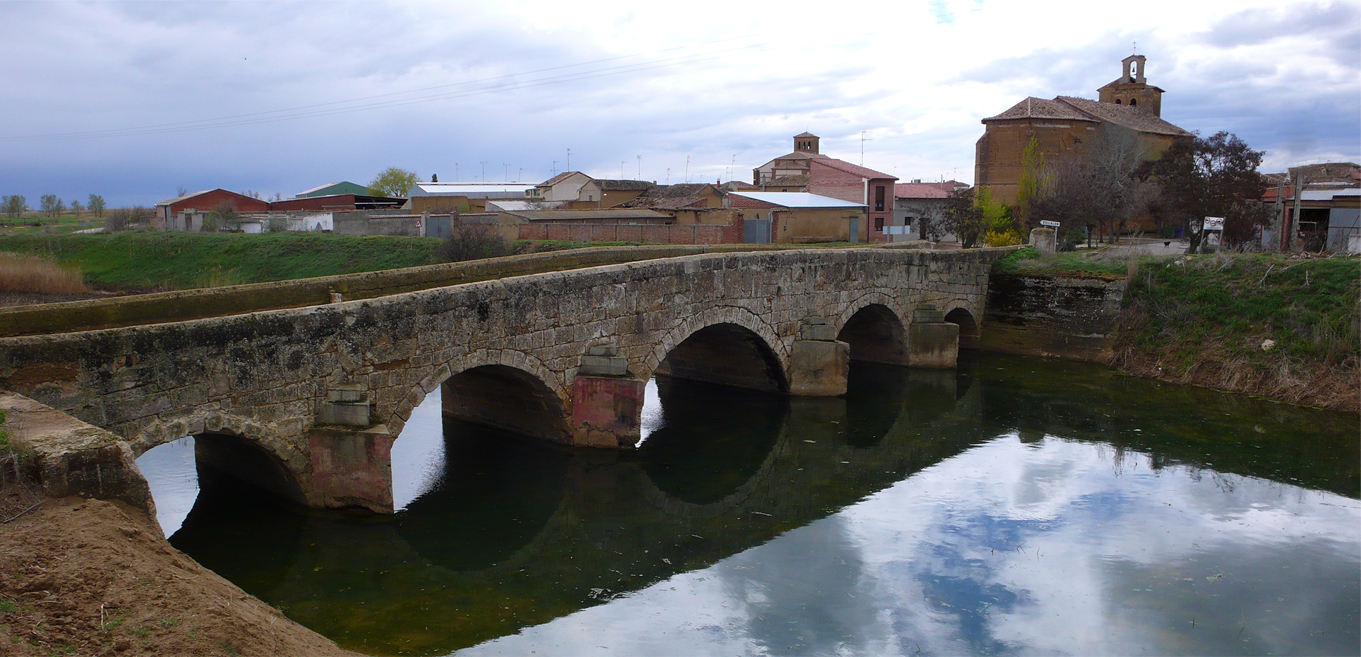
Мост через реку Секильо-ан-Боадилья-де-Риосеко, где Гонсало Родригес Хирон владел землями.

Гонсало Родригес Хирон, также известный как Гонсало Руис Хирон (исп. Gonzalo Rodríguez Girón; ок. 1160—1231) — один из самых богатых и влиятельных дворян Тьерра-де-Кампос. Старший сын Родриго Гутьерреса Хирона и Марии де Гусман. Он базировался в Тьерра-де-Кампосе и был одним из самых верных сторонников короля Кастилии Альфонсо VIII, королевы Беренгарии Кастильской, а затем короля Кастилии Фердинанда III.

## Служба короне
Член королевской курии короля Кастилии Альфонсо VIII, он занимал должность старшего майордома с 1198 года до смерти короля в 1214 году. Вместе со своими братьями Родриго, Педро, Нуньо и Альваро он принимал участие в битве при Лас-Навас-де-Толоса, произошедшая 16 июля 1212 года.
После смерти короля Альфонсо VIII он был старшим майордомом короля Энрике I, пока 29 декабря 1216 года его не сменил Мартин Муньос де Инохоса по настоянию графа Альваро Нуньеса де Лара, который в 1215 году стал опекуном молодого короля, вопреки желанию церкви и дворянства. Это привело к тому, что Гонсало и его сторонники дистанцировались от короны и присоединились к партии дворян, верных сестре короля Беренгарии.
В феврале 1216 года, во время восстания Альваро Нуньеса де Лара, он принял участие в чрезвычайном парламенте вместе с другими кастильскими дворянами, включая Лопе Диаса де Аро, Альфонсо Тельеса де Менесеса «Эль Вьехо», Альваро Диаса де Камероса и других, где они согласились при поддержке Беренгарии (сестры молодого короля Энрике I) сформировать общий фронт против Альваро Нуньеса де Лары. К концу мая положение в Кастилии стало для Беренгарии опасным, поэтому она решила укрыться в замке Аутильо-де-Кампос, принадлежащем Гонсало Родригесу Хирону, и отправила своего сына, инфанта Фернандо, ко двору своего отца и короля Леона Альфонсо IX. 15 августа 1216 года среди всей знати Королевства Кастилия было проведено собрание, чтобы попытаться достичь согласия и избежать гражданской войны, но их разногласия привели к тому, что семьи Хирон, Тельес де Менесес и Аро окончательно дистанцировались от Альваро Нуньеса де Лары.
Согласно «Латинской хронике королей Кастилии» (исп. Crónica latina de los reyes de Castilla), 1217 год был годом большой напряженности, какой никогда раньше не было в стране. Альваро Нуньес де Лара не пожелал отказаться от полученной им власти и преследовал тех, кто оставался верным Беренгарии, опустошив долину Тригерос и осадив Аутильо-де-Кампос, где находились Беренгария и её сторонники, а также Сиснерос и Фречилью.
Обстоятельства внезапно изменились, когда 13-летний король Кастилии Энрике скончался 6 июня 1217 года после ранения головы черепицей, которая случайно оторвалась, когда он играл с другими детьми во дворце епископа Паленсии Тельо Тельеса де Менесеса. Альваро Нуньес де Лара, как опекун молодого короля, пытался сохранить тайну, доставив тело короля в замок Тарьего, но он не смог помешать известиям достичь королевы Беренгарии.
Немедленно Беренгария поручила Лопе Диас де Аро, Гонсало Родригесу Хирону и Альфонсо Тельесу де Менесесу тайно доставить её сына Фернандо, который в то время находился в Торо со своим отцом, королем Альфонсо, используя в качестве предлога возможность нападения на Аутилло, не сообщая известия о смерти брата. Несмотря на колебания инфант Санчи и Дульсе, дворяне смогли убедить короля, что король Энрике жив и здоров, после чего он остался в Торо с Фернандо. Беренгария, законная наследница престола Кастилии, отказалась от него в пользу своего сына Фердинанда, который вскоре после этого был провозглашен королем в Аутильо-де-Кампос 14 июня 1217 года.
20 сентября того же года Альфонсо Тельес де Менесес взял в плен Альваро Нуньеса де Лара, и Альваро был вынужден сдать несколько крепостей. 11 ноября было подписано перемирие, позволившее членам Дома Лара восстановить свою свободу и привилегии. Однако, как только он был освобожден из тюрьмы, Альваро снова бросил вызов своим врагам Альфонсо Тельесу де Менесесу, Гонсало Родригесу Хирону и Лопе Диасу де Аро, но он умер, осадив их в крепости Кастрехон-де-Трабанкос, где они укрылись после первоначального поражения. Его брат Фернандо Нуньес де Лара направился в Марокко, где он поступил на службу к халифу Юсуфу II. Пакт в Торо от 26 августа 1218 года ратифицировал перемирие и положил конец конфликту.

## Политический пост и земельные владения

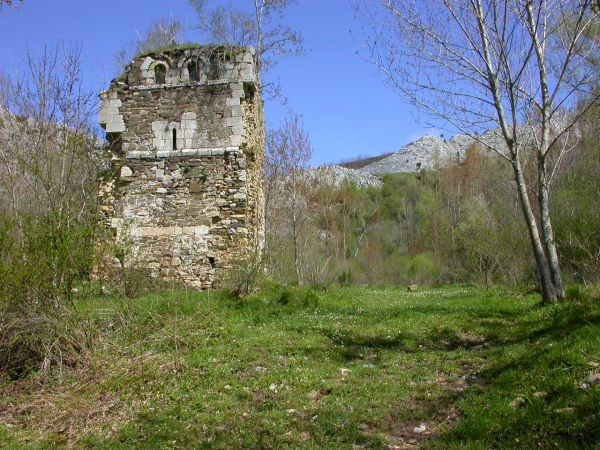
Руины монастыря Сан-Роман-де-Энтрепеньяс. На изображении видна укрепленная башня, единственный остаток былого великолепия.

Гонсало Родригес Хирон укрепил свои позиции после того, как в королевстве снова установился мир, а угроза, исходящая от графа де Лара и его братьев, исчезла. Он был верховным майордомом короля Кастилии Фердинанда III и выдающимся членом королевского совета. В разное время он владел несколькими феодальными поместьями, в том числе Монсон, Лиебана, Ла-Перния, Гатон-де-Кампос, Эррин-де-Кампос, Пеньяс-Неграс, Сервера, Гуардо, половиной важного феода Каррион (совместно со своим братом Родриго Родригесом Хироном), замком Торремормохон, где он сменил своего отца в 1194 году, и далекий замок Энтрепеньяс, недалеко от монастыря Сан-Роман-де-Энтрепенья, в Сантибаньес-де-ла-Пенья. Он также владел несколькими объектами недвижимости в Боадилья-де-Риосеко, Карденоса-де-Вольпехера, Ревенга-де-Кампос, Вильясабарьего-де-Усьеса и Кордовилья. В 1221 году король Фердинанд отплатил Гонсало за его лояльность и услуги, предоставив ему сеньорию Аутильо де Кампос, благосклонность, позже предоставленная его потомкам последующими монархами.

## Благотворительность
В 1209 году вместе со своей первой женой Гонсало Родригес Хирон основал Госпиталь де ла Эррада в районе Сан-Иллодо-и-Сан-Антонино в Каррионе на Пути Святого Иакова с целью раздачи милостыни и размещения паломников и лечения их болезней. Они доверили его управление епархии Паленсии.
Гонсало умер около 1231 года и был похоронен в основанной им больнице де ла Эррада.

## Браки и потомки
Впервые он женился около 1185 года на Санче Родригес (умерла между 1209 и 1212 годами) . В своем исследовании семьи Лара 1697 года Луис де Саласар-и-Кастро предположил, что она была дочерью Родриго Родригеса, фигурирующего в документах без дальнейших идентифицирующих деталей, в свою очередь, сделанного сыном графа Родриго Гонсалеса де Лара, инфанте Санче Альфонсо. В этом ему последовали многие более поздние работы. Однако недавний обзор Лары, проведенный Антонио Санчесом де Мора, отвергает эту связь как необоснованную, преднамеренную попытку дать Хирону выдающееся происхождение. В родословной 13-го века покровителей монастыря Санта-Мария-де-Феррейра-де-Палларес говорится, что Гонсало женился на дочери Родриго Фернандеса де Тороньо, альфереса короля, и Альдонсе Перес, дочери Педро Муньоса де Карриона, землевладельца в Аранге и потомок Бану Гомес и галисийского дворянина Педро Фройласа.
В поясняющем документе, цитируемом несколькими авторами, упоминаются все его дети от обоих браков, кроме Гонсало. 8 мая 1222 года в записях собора Паленсии Гонсало, верховный стюард короля, в компании своих детей и второй жены подтвердил, что дар больницы в районе Сан-Сойло-ин-Каррион вместе со всеми его права и привилегии должны были быть навсегда возвращены епископскому престолу Паленсии. Дети от первого брака:
- Родриго Гонсалес Хирон (до 1194—1256 гг.)
- Гонсало Гонсалес Хирон (ум. 1258), женат на Терезе Ариас[12]
- Тереза Гонсалес Хирон, подписавшая документ 1222 года с согласия своего мужа Родриго Гонсалеса[13]
- Мария Гонсалес Хирон, подписавшая документ с согласия своего первого мужа Гильена Переса де Гусмана, сына Педро Родригеса де Гусмана и Махальды. Мария, по словам Салазар-и-Ача, вышла замуж во второй раз за Хиля Васкеса де Совероса и имела детей от обоих браков. Дочерью первого был мэр Гильен де Гусман, любовница короля Альфонсо X.
- Альдонса Гонсалес Хирон, вышла замуж в 1222 году за Рамиро Фроиласа, сына графа Фройлы Рамирес и Санчи Фернандес.
- Эльвира Гонсалес Хирон, подписавшая документ с разрешения настоятельницы Санта-Мария-ла-Реаль-де-Лас-Уэльгас[14]
- Санча Родригес Хирон, еще одна монахиня, подписавшая его с разрешения настоятельницы Сан-Андрес-де-Арройо[15]
- Бригида Гонсалес Хирон, монахиня аббатства Санта-Мария-де-ла-Консоласьон-де-Пералес.

Примерно в мае 1213 года Гонсало женился во второй раз на Маркизе Перес, которая, возможно, происходила из семьи Вильялобос или Мансанедо, хотя ее отцовство не было подтверждено. Вместе они подписали документ 1222 года, в котором упоминаются дети от этого брака, все из которых на тот момент были несовершеннолетними. В 1224 году вместе со своей женой Маркизой он пожертвовал церковь Санта-Мария-де-Бакерин больнице де ла Эррада, которую он основал. Дети от этого второго брака, которым не хватает исторической значимости от первого, были:
- Педро Гонсалес Хирон
- Муньо Гонсалес Хирон
- Нуньо Гонсалес Хирон
- Мария Гонсалес Хирон (таким образом, носящая то же имя, что и ее старшая сводная сестра), жена Понсе I, графа Урхельского, от которого у нее было двое детей; Эрменгол и Альваро, унаследовавшие значительное наследие в королевствах Кастилия и Леон[19][15]
- Леонор Гонсалес Хирон, вышедшая замуж, по словам Луиса де Саласар-и-Кастро, за Гонсало Гомеса де Роа, сеньора Аса и Роа, от которого у нее было трое детей, один из которых, Хуан Гонсалес де Роа, стал Великим Магистром Ордена Калатравы.
- Инес Гонсалес Хирон
- Майор Гонсалес Хирон, возможно, жена Лопе Лопеса де Аро «Эль Чико», сына Лопе Диаса II де Аро[15].